# Катаганы
Катаганы — средневековое монгольское племя, родственное роду Чингис-хана, в период монгольского завоевания и ассимиляции с тюркскими племенами сыграло свою роль в этногенезе современных казахов, киргизов, каракалпаков, узбеков, бурят и др.

## Происхождение
Монгольское племя катаган (хатагины), ведёт своё начало от Буха-Хатаги, старшего сына праматери монголов Алан-гоа. Племя катаган пришло в Мавераннахр вместе с сыном Чингисхана Чагатаем и сыграло огромную роль в политической истории и этногенезе многих современных тюркских народов.
Данные о катаганах встречаются у Рашид ад Дина в одном из его историко-этнографических трудов «Джами ат-таварих», который был написан в XIV в. В этом труде племя упоминается под именем катакин в составе племён нирун-монголов.

## Катаганыв составе узбеков
В источниках имеются сведения, что в середине XVI в., катаганы были в числе известных узбекских племен. Катаганы упоминаются в списках 92 узбекских племен.
Известным выходцем из узбекского племени катаганов был историк XVI века Мухаммед Яр ибн Араб Катаган, написавший на персидском языке произведение «Мусаххир ал-билад» («Покорение стран»). В произведении повествуется история Шейбанидов.
Узбеки-катаганы, поселившиеся в Бухаре, образовали квартал Катаган в городе
По историческим данным, в 40-х гг. XVII в. катаганы были одним из сильных и неустойчивых племен, проживавших в Балхе и, частично, в Кундузе. Во времена Аштарханидов район Балха был выдан катаганам в качестве улуса. В это же время катаганы формируются как сильное политическое объединение. В начале XVII в., в период правления Махмудбия из рода катаган, Балх и Бадахшан стал называться краем катаганов.

## Катаганы в составе казахов
Согласно Тынышпаеву, катаганы составляли основную силу казахского хана, правителя Ташкента, Турсун-хана, который в 1628 году в междоусобной борьбе был разгромлен Казахским ханом Есимом. После этого некогда многочисленное и могущественное племя катаган разделилось на несколько частей: оставшаяся часть под именем шаншыкылы влилась в состав казахов Старшего жуза, другие части катаганов вошли в состав узбеков.
По сведению Абу-л-Гази-бахадур-хан в «Шаджара-йи турк ва могул» казахи-катаганы были истреблены в 1628 году вместе с убийством Турсун-Мухаммада-хана. Столь легкое уничтожение племени объясняется тем что большая часть этого племени ушла в Кашгарию в конце 16 века, во времена правления в Яркенде Абд ал-Карим-хана, в результате чего оно стало малочисленным и уязвимым. Мигрировавших в Кашгарию катаганов возглавлял Султан Гази-султан, ему ханом Яркенда было пожаловано в союргал управление местностью Каргалык (между Яркендом и Хотаном), в дальнейшем его потомки занимали важные государственные посты, а катаганы ассимилировались среди местных уйгуров.
Из работы Мухамеджана Тынышпаева «Киргиз-казахи в XVII и XVIII веках» (дополнение к «Материалам к истории киргиз-казакского народа»):

В 1627 году историк Абулгазы Богадурхан бежал из Хивы от брата своего Асфендиара и был принят Есымом, проживавшем в гор. Туркестане. Через три месяца после этого туда прибыл другой казахский хан (удельный) Турсун, владевший Ташкентом. Почетного беженца Есым передал Турсуну, с которым Абулгазы и переехал в Ташкент. Далее Абулгазы сообщает, что через два года Есым напал на Турсуна, «убил его и перебил катаганов»— 

Предания, сохранившиеся среди рода чаншклы Ташкентского уезда, говорят, что некогда их ханом был Турсун, которого убил Есым. После этого большая часть катаганов бежала в Бухару, а оставшиеся стали называться по отделению катаган «чаншклы».— 
Чокан Валиханов, говоря о Старшем Жузе казахов, отмечает:

катаганы — самый древний народ, проживающий на юге Средней Азии и Казахстана. В начале XVII в. они составляли основную опорную силу правителя Ташкента — Турсун-хана, а в середине XVII в. одна их часть вошла в состав узбекского народа, а другая — в состав казахского племени чанишкли.— 
| Входит в состав старшего жуза племени Шанышкылы | Входит в состав старшего жуза племени Шанышкылы | Входит в состав старшего жуза племени Шанышкылы | Входит в состав старшего жуза племени Шанышкылы |
| Племя/Род                                       | Род/Подрод                                      | Тамга (родовой знак)                            | Уран (родовой клич)                             |
| ----------------------------------------------- | ----------------------------------------------- | ----------------------------------------------- | ----------------------------------------------- |
| Шанышкылы                                       | Катаган                                         | Домбыра                                         | Катаган                                         |

Также в Западно-Казахстанской области Республики Казахстан имеется группа племени Катаган, которое не входит в состав трёх казахских жузов .
| Не входит в состав трёх казахских жузов | Не входит в состав трёх казахских жузов | Не входит в состав трёх казахских жузов | Не входит в состав трёх казахских жузов | Не входит в состав трёх казахских жузов |
| Племя/Род                               | Род/Подрод                              | Тамга (родовой знак)                    | Уран (родовой клич)                     | Численность рода                        |
| --------------------------------------- | --------------------------------------- | --------------------------------------- | --------------------------------------- | --------------------------------------- |
| Катаган                                 | Катаган                                 | Домбыра                                 | Катаган                                 | ≈ 2400 человек                          |